# Andrena robinsoni
Andrena robinsoni är en biart som beskrevs av Lanham 1987. Andrena robinsoni ingår i släktet sandbin, och familjen grävbin. Inga underarter finns listade i Catalogue of Life.